# Золотодобувна промисловість України

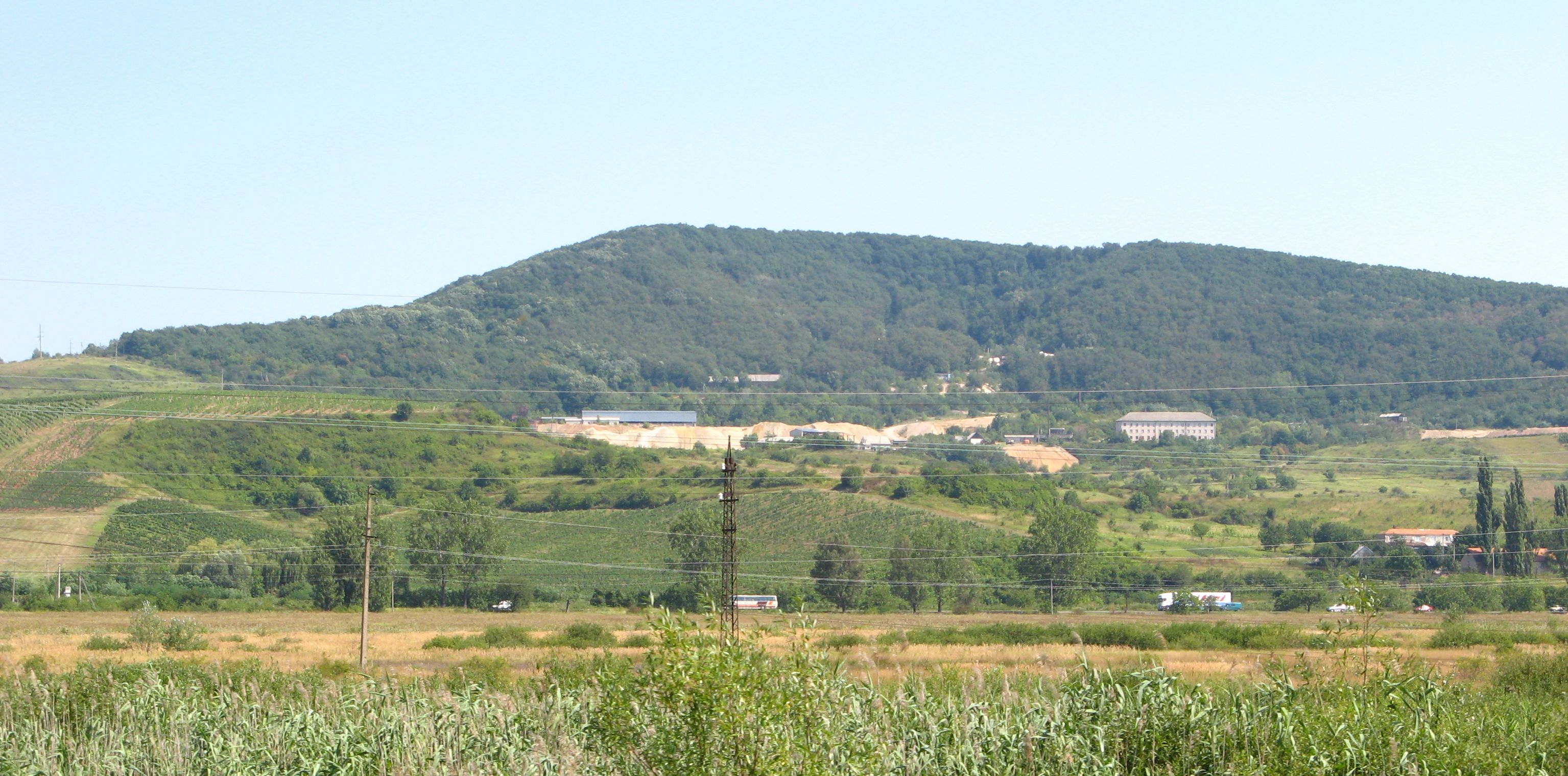
Мужіївське золоторудне родовище (біля м. Берегове, Закарпаття)

Золотодобувна промисловість України — розвивається в останні роки XX ст., за радянської влади була відсутня. Винятком була розвідка Мужіївського родовища в Закарпатській області, відомого ще з XII ст.

## Загальний опис
На початку ХХІ ст. в Україні відкрито більше тисячі золоторудних об'єктів (родовищ, рудопроявів точок мінералізації): у Карпатській золотоносній провінції — більше 300, в межах Українського щита — 650, у Донецькому регіоні — близько 60, що засвідчує значний золоторудний потенціал України. За оцінками експертів, 1997 року знайдені та оцінені запаси золота в Україні складали близько $7 трлн..
Найбільш розвіданими на 1999 р. були золоторудні райони, розташовані у вулканогенному поясі Карпат, метаморфічних комплексах стародавнього Українського щита, чорно-сланцевих формаціях Складчатого Донбасу, у старовинних і сучасних руслах річок, комплексних титано-цирконієвих розсипах, а також у хвостах збагачення залізних руд. Перспективними родовищами Українських Карпат були Мужіївське, Берегівське, Сауляк, запаси яких складали мільйони тонн руди, а середній вміст золота становив 6—8 г/т. До світових аналогів корінних родовищ Закарпаття можна віднести: Кріпл-Крік, США (запаси золота становлять 594 т); Багіо, Філіппіни (350 т), Хішікарі, Японія (250 т). Більшість значних родовищ на стародавніх щитах світу, до яких належить і Український, приурочені до граніт-зеленокам'яних поясів до-кембрійського періоду. На родовища стародавніх щитів і платформ припадає 75% світового видобутку золота. Аналогами об'єктів Українського щита є такі унікальні родовища, як Калгурлі, Австралія (1300 т); Колар, Індія (990 т), Парк'юпайн (980 т), Хемло (750 т), Керр-Едісон (340 т). Виявлені протягом останніх років[коли?] родовища й прояви золота Середнього Придніпров'я (Сергіївське, Балка Золота, Балка Широка, Клинцівське, Майське, Юріївське) виявились високоперспективними — прогнозні ресурси руди на пошукових площах складали сотні мільйонів тонн, а середній вміст золота коливався від 5 до 8 г/т. Зокрема, Сергіївське родовище, пов'язане з сурською зеленокам'яною структурою, має істотну подібність до золотоносних родовищ Канади, Австралії та Південної Африки. Розміри родовища 1×2 км, виявлено 25 рудних тіл, прогнозні запаси — до 160 т золота. Попутні руди — молібденові. Родовище Балка Широка мало запаси до 130 т золота.
Геологічна позиція донецьких родовищ і рудовиявів подібна до родовищ чорносланцевого комплексу, до якого належать: суперунікальні родовища-«тисячники» — Сухий Лог, Росія (1100 т) і Гоумстейк, США (1200 т), унікальні — Ашангі, Ґана (530 т) і Бендіго, Австралія (700 т). Те, що до сьогодні[коли?] на Донеччині не відкрито родовища золота, геологи пов'язували з відсутністю глибинної геологічної розвідки найбільш розвіданих рудовиявів Донбасу — Гострого Бугра, Бобриківського вияву. Очікувалося, що основна частина золота зосереджена відповідно на глибинах 400 і 1300 м.
Найбільш розвіданим і підготовленим до експлуатації було[коли?] Мужіївське родовище із затвердженими запасами золотополіметалічних руд. Генпроектувальником Мужіївського державного золото-поліметалічного комбінату був інститут «Кривбаспроект».
У 1995–1996 рр. інститут «Кривбаспроект» разом з інститутами «Механобрчормет», біоколоїдної хімії НАН України, мінеральних ресурсів («Укр-ДІМР»), «Титану», «Промтехнології» виконав техніко-економічне обґрунтування (ТЕО) промислового освоєння цього родовища. Збагачення руд в ТЕО передбачалося на місці видобутку, а гідрометалургійна переробка золоторудних концентратів — на Закарпатті і на Придніпровському хімічному заводі (ПХЗ), Вільногірському гірничо-металургійному комбінаті, Східному ГЗК. Був розглянутий також варіант прямого ціанування руди на ПХЗ, на якому в усіх варіантах передбачався електроліз і одержання товарного злитку. Переробка золото-поліметалічних концентратів передбачалася на констянтинівському заводі «Укрцинк». Усі варіанти були рентабельними. Інститут «Кривбаспроект» виконав робочий проект будівництва Мужіївського державного золото-поліметалічного комбінату. Мужіївський рудник видав першу золотополіметалічну руду в 1999 р. Із пуском другої черги Мужіївської копальні потужність золотозбагачувальної фабрики мала становити щорічно 120 тис.т руди, середній вміст золота в ній — 6–7 г/т. За рік там мали отримувати 800–1000 кг золота.[джерело?]
1999 року на базі Мужіївського золото-поліметалічного комбінату було створено ТОВ «Закарпатполіметалли». Воно працювало до кінця 2006 року, за вісім років переробило 293 тис. тонн руди, виробило близько 800 кг золота та припинило роботу через відсутність фінансування.
Оцінка інших родовищ — Сауляк, Сергіївське, Балка Широка, Балка Золота, Клинцівське, Юріївське, Майське, Бобриківське — була виконана в 1996 році укрупнено.
Вивчалося[коли?] Біганське родовище та мідно-золотовмісне родовище Рафаїлівського мідно-рудного вузла. Збагачення руд передбачалося проводити за гравітаційно-флотаційною схемою на місці видобутку, а гідрометалургійну переробку та афінаж — на Придніпровському хімічному заводі (ПХЗ). Вилучення золота в концентрат прогнозувалося залежно від типу руд кожного родовища на рівні від 85,5 до 94,5 %, вихід концентрату із руди — від 4,7 до 9,7 %, а золота у товарну продукцію — 98 %. Окиснені руди Бобриківського родовища передбачалося переробляти на ПХЗ без збагачення за тією ж технологічною схемою, що й концентрати. Загальне вилучення золота з руди прогнозувалося на рівні 88,0 %. У результаті оцінки за діючою методикою[уточнити] встановили, що освоєння всіх перелічених родовищ було економічно доцільним. Рентабельність майбутніх підприємств до основних виробничих фондів коливалася від 7,2 до 34,1 %, а кратність окупності капіталовкладень у промислове освоєння — від 1,0 до 3,4 рази. Капітальні вкладення не окупалися лише при розробці Бобриківського родовища. Повна собівартість 1 г золота з руд оцінених родовищ коливалася від 6,8 до 11,0 дол. США. Вартість основних виробничих фондів для освоєння оцінених родовищ мала скласти близько 700 млн. дол. США. Результати комерційної оцінки[джерело?] свідчили про непривабливість деяких об'єктів при відокремленому їх освоєнні: негативна чиста поточна вартість проекту (NPV) і низький рівень внутрішньої ставки доходу (IRR) — нижчі 10 %. При спільному відпрацюванні 2–3 родовищ зі збагаченням руд на одній збагачувальній фабриці практично всі оцінені родовища мали промислове значення в ринкових умовах. Одержані показники могли бути значно покращені при залученні в експлуатацію для збагачення золотих руд прилеглих родовищ дослідно-промислової секції Криворізького ГЗК окиснених руд. Освоєння закарпатських золотих і золото-поліметалічних родовищ вважалося найефективнішим при збагаченні руд і переробці концентратів на збагачувально-металургійному комбінаті, який передбачалося доцільним побудувати на промисловому майданчику Затиснянського заводу.[джерело?]
Україна мала[коли?] реальні геологічні передумови й достатній науковий, проектний, геологорозвідувальний, гірничовидобувний, технологічний, машинобудівний потенціал та інфраструктуру для створення національної золотовидобувної та золотопереробної промисловості. Вважалося, що для вдосконалення й закріплення існуючих потенціалів (завершення геологічної розвідки, розробки і промислових випробувань технологічних схем збагачення золотовмісних руд і переробки концентратів, будівництва рудників, збагачувальних фабрик і хвостосховищ, реконструкції гідрометалургійних цехів) необхідно до 5 років і капіталовкладення 700–800 млн дол.[джерело?]
В січні 2018 року було отримано вагомий результат по пошуковій оцінці рудопроявів золота в Рахівському районі Закарпатської області. На основі проведених раніше бурових, гірничих та лабораторних робіт, Рахівською геолого-пошуковою партією (начальник — Нечепуренко Н.В.) Львівської ГРЕ виконано оцінку прогнозних ресурсів золота рудних тіл Білопотікського рудопрояву в кількості 2,4 тонн. Ці результати підтверджують перспективність подальших геологорозвідувальних робіт на рудопроявах Рахівського рудного району, які спрямовані на підготовку об’єктів для залучення інвестицій та переведення їх в ранг золоторудних родовищ.
У жовтні 2020 відновлено роботу Мужіївського золоторудника.
26 січня 2021 р., голова Держгеонадр Роман Опімах повідомив, що "Україна має істотний золоторудний потенціал. На обліку сім родовищ, на п'яти з них видані спеціальні дозволи."

## Інтернет-ресурси
- ЗОЛОТОНОСНІСТЬ УКРАЇНИ